# Un socru de coșmar
Un socru de coșmar (în engleză Meet the Parents) este un film american de comedie din 2000 regizat de Jay Roach după un scenariu de Jim Herzfeld și John Hamburg bazat pe o povestire de Greg Glienna și Mary Ruth Clarke. Este bazat pe filmul omonim din 1992, regizat de Greg Glienna și produs de Jim Vincent. A avut două continuări: Doi cuscri de coșmar (Meet the Fockers, 2004) și O familie de coșmar (Little Fockers, 2010)
În rolurile principale au interpretat actorii Ben Stiller ca Greg Focker și Robert De Niro ca Jack Byrnes.
A fost produs de studiourile TriBeCa Productions și Nancy Tenenbaum Productions și a avut premiera la 6 octombrie 2000, fiind distribuit de Universal Pictures în America de Nord și de DreamWorks Pictures în restul lumii. Coloana sonoră a fost compusă de Randy Newman. 
Cheltuielile de producție s-au ridicat la 55.000.000 de dolari americani și a avut încasări de 330.400.000 de dolari americani.

## Rezumat
Greg Focker (Ben Stiller) lucrează ca asistent medical la Chicago Medical Center și își iubește cu adevărat meseria. Greg vrea s-o ceară de soție pe iubita sa Pam Byrnes (Teri Polo), cu care se întâlnește de 10 luni. Ambii sunt invitați la nunta lui Debbie, sora lui Pam (Nicole DeHuff), unde Greg se așteaptă să facă cunoștință cu părinții iubitei sale, speră să le obțină consimțământul și să-i ofere  mâna iubitei sale și astfel să devină oficial membru al casei Byrnes.
De la bun început, lucrurile nu merg conform planului. Întâlnirea cu părinții lui Pam duce la o serie de dezastre mai mari și mai mici pentru Focker. În primul rând, compania aeriană a pierdut valiza lui Greg și, odată cu ea, hainele sale și verigheta pe care a pregătit-o pentru Pam. Apoi, când deschide o șampanie ieftină, Greg a spart cu dopul urna de porțelan cu cenușa mamei lui Jack Byrnes (Robert De Niro), bunica lui Pam. În timp ce jucau volei în piscină, Greg i-a umflat un ochi lui Debbie, din greșeală, cu mingea. Datorită toaletei înfundate, a inundat casa și peluza familiei Byrnes cu conținutul haznalei. Când fumează pe acoperiș (deoarece fumatul este strict interzis de Byrne), în mod miraculos nu a dat foc casei, dar a dat foc locului unde pregătirile pentru nunta lui Debbie fuseseră deja finalizate. Greg a pierdut pisica familiei Byrnes, Jinx, favorita familiei, și a încercat fără succes să o înlocuiască cu alta, revopsindu-ș'i coada - dar pisica străină a răvășit întreaga casă și a rupt în bucăți rochia de mireasă a lui Debbie.
Acum, toți membrii familiei Byrnes, inclusiv logodnicul lui Debbie Bob Banks (Tom McCarthy) și părinții săi (James Rebhorn și Phyllis George), sunt împotriva lui Greg. Doar Dina Byrnes, soția lui Jack (Blythe Danner), este de partea lui Focker - inima mamei simte că fiica ei a găsit dragostea adevărată. Dar soțul ei de la bun început îl tratează prea amabil și suspect pe iubitul fiicei lor. El este iritat de numele ambiguu al lui Greg (Focker) și de profesia sa complet "neacceptabilă", în opinia lui Jack. El îl suspectează întotdeauna pe Focker de ceva, de dependență de droguri, de înclinații perverse. Există o altă problemă pe care Greg o află mai încolo: tatăl iubitei sale nu este un florar pensionar, ci un agent CIA pensionat cu 35 de ani de experiență, specialist în interogarea agenților dubli, care a fost doi ani captiv în Viet Cong. Folosindu-se de conexiunile sale, Jack îl cercetează, dar nu găsește niciun "Gregory", niciun "Greg" Focker, nici în listele absolvenților de medicină, nici în spitalele din Chicago. Jack chiar reușește să-l testeze pe Greg cu un detector de minciuni.
Greg observă cum Jack are conversații telefonice misterioase într-o anumită limbă străină, întâlniri secrete, schimb de pașapoarte, documente, bani și Greg îl acuză de față cu restul familiei. Misterioasa "Operațiune Koh Samui" se dovedește a fi pregătirea unei călătorii în Thailanda - un cadou al tatălui pentru proaspăt căsătoriți pentru luna lor de miere. Surpriza este dezvăluită de Greg înainte de termen, iar Jack furios îl dă afară pe Focker din casă și îi cere să nu se mai întâlnească niciodată cu Pam. În acest moment, compania aeriană îi aduce în cele din urmă bagajele pierdute, iar numele complet înregistrat în acte se dovedește a fi: Gaylord M. Focker. Doar că undeva din clasa a treia, nimeni nu a îndrăznit să-l mai strige "Gay"...
Cu inima frântă, Greg pleacă la aeroport. În avion, nefiind el însuși, începe un scandal din cauza faptului că au încercat din nou să-i ducă valiza în cală. Greg este dat afară de către serviciul de securitate. La aeroport, în camera de interogatoriu apare pe neașteptate Jack. Acesta l-a cercetat din nou după noul nume, acum "Gaylord Faker", și a găsit imediat tot ce avea nevoie. Se pare că Greg într-adevăr a trecut deja cu brio primul examen pentru obținerea licenței de medic. Treptat, toate neînțelegerile sunt rezolvate și a fost găsită și pisica fugară la un vecin.
Greg se întoarce în casa Byrnes și o cere pe Pam de soție. Jack și Dina prin aerisire aud cu entuziasm conversația din dormitorul lui Pam și ajung la concluzia că foarte curând vor trebui să se întâlnească cu familia lui Greg (în filmul următor). Cel puțin, decid părinții lui Pam, părinții lui Greg trebuie să fie oameni cu un simț al umorului foarte ridicat - altfel cum l-ar numi pe fiul lor "Gay Focker"?

## Distribuție
- Robert De Niro - Jack Byrnes, un agent CIA pensionat și un veteran din Războiul din Vietnam, care este foarte protector față de familia sa și nu-i place imediat de Greg.
- Ben Stiller - Greg Focker, un asistent medical și iubitul lui Pam, care încearcă să-și impresioneze părinții
- Teri Polo - Pam Byrnes, o profesoară de clasa a II-a, care este iubita lui Greg și fiica mai mare a lui Jack și Dina
- Blythe Danner - Dina Byrnes, soția lui Jack și mama lui Pam
- Nicole DeHuff - Debbie Byrnes, sora mai mică a lui Pam, fiica mai mică a lui Jack și Dina și logodnica lui Bob
- Jon Abrahams - Denny Byrnes, fratele lui Pam și Debbie și cel mai mic copil al lui Jack și Dina
- Owen Wilson - Kevin Rawley, bogatul investitor/dulgher fost logodnic al lui Pam
- James Rebhorn - Larry Banks, tatăl lui Bob și un prieten apropiat al lui Jack, care este chirurg plastician
- Thomas McCarthy - Bob Banks, fiul lui Larry și Linda, un medic și logodnicul lui Debbie
- Phyllis George - Linda Banks, soția lui Larry și mama lui Bob